# Enric Ribelles i Seró
Enric Ribelles i Seró (Puigverd de Lleida, 1 de febrer de 1934 - Puigverd de Lleida, 19 de març de 2014) fou un futbolista català de les dècades de 1950 i 1960.

## Trajectòria
Jugava a la posició de volant o d'interior. Després de formar-se a diversos clubs lleidatans, començà a destacar al CF Balaguer club on amb 15 anys ja jugava a categoria regional. A continuació fitxà per la UE Lleida, que el cedí al CE Binèfar, ingressant finalment al primer equip de la UE Lleida, club on jugà durant tres temporades, la darrera cedit pel FC Barcelona. Va fitxar pel Barcelona l'any 1956. No fou fins al 1957 que s'incorporà a la primera plantilla, on romangué durant quatre temporades, en les quals guanyà dues lligues, una copa espanyola i dues Copes de Fires. L'any 1961 fou traspassat al València CF, dins de l'operació de contractació de José Manuel Pesudo. A València jugà durant quatre temporades més, fins al 1965, i guanyà dues noves Copes de Fires.
Fou tres cops internacional amb Catalunya i dos cops més amb la selecció espanyola B.

## Palmarès
FC Barcelona
- Copa de les Ciutats en Fires: 
  - 1955-58, 1958-60
- Lliga espanyola: 
  - 1958-59, 1959-60
- Copa espanyola: 
  - 1958-59

València CF
- Copa de les Ciutats en Fires: 
  - 1961-62, 1962-63